# Paul Mattick
Paul Mattick, né le 13 mars 1904 et mort le 7 février 1981, est un militant et théoricien marxiste du communisme de conseils.

## Biographie
Né en 1904 dans une famille ouvrière de Berlin (son père fut membre de la Ligue spartakiste), Paul Mattick adhère en 1918, en pleine révolution allemande, à un groupe de jeunesse d'extrême-gauche, la Freie sozialistische Jugend (organisation de jeunesse de la Ligue Spartakus), tout en poursuivant son apprentissage d'outilleur aux usines Siemens. En 1920, il passe au KAPD (organisation communiste de conseils), dans lequel il participe aux événements révolutionnaires de l'époque par les actes et par l'écrit.
Il restera l'un des représentants théoriques de ce courant après son installation aux États-Unis (1926) où, toujours outilleur, il militera notamment au sein des Industrial Workers of the World (IWW), syndicat révolutionnaire.
Paul Mattick a créé plusieurs revues dont il sera dans les années 1930-1940 le principal animateur : International Council Correspondence, puis Living Marxism et New Essays.
Par la suite, il s'attache plus particulièrement à la critique de l'économie politique, publiant Marx et Keynes et Crises et Théories des crises.
Il meurt le 7 février 1981 à Boston[réf. nécessaire].

### Ouvrages
- Marx et Keynes, Gallimard, coll. "Les Essais", n° 169, 1972, réédition 2010,  (ISBN 978-2-070127-89-4).
- Crises et théories des crises, traduit de l'allemand, éditions Champ libre, Paris, 1976.Cet ouvrage introduit et discute les théories de l'économiste Henryk Grossmann.
- Intro to Anti-Bolshevik Communism 1978
- Le Marxisme hier, aujourd'hui et demain, Spartacus, 1983,  (ISBN 2-902963-00-9).
- De la pauvreté et de la nature fétichiste de l’économie, Ab irato, 1998.
- Marxisme, dernier refuge de la bourgeoisie ?, Entremonde, 2011,  (ISBN 978-2940426188).
- La révolution fut une belle aventure. Des rues de Berlin en révolte aux mouvements radicaux américains (1918-1934), Editions L'échappée, 2013 (Il s'agit de la compilation d'entretiens (3 jours en 1976) réalisés par Michael Buckmiller).
- Les limites de l'intégration. L'homme unidimensionnel dans la société de classe, Caen, Éditions Grevis, 2021. (1re éd. : 1969)

### Recueils
- De 1934 à 1943, Mattick dirigera les publications des communistes de conseils américains. Certains de ses articles sont regroupés dans le recueil La Contre Révolution bureaucratique, coll. 10/18 S n° 760, et dans l'anthologie Intégration capitaliste et Rupture ouvrière (E.D.I., 1972). Les éditions Spartacus ont édité de lui un essai sur « Otto Rühle et le mouvement ouvrier allemand » (in Otto Rühle, Fascisme brun, Fascisme rouge, série B, n° 63), la préface du Lénine philosophe d'Anton Pannekoek (série B, n° 34), et un article concernant « Le Capitalisme monopoliste d'État » (revue Spartacus, n° 3, juillet-août 1976[2]).

### Préface et postface
- Postface au livre de Karl Korsch sur Karl Marx, traduit de l'allemand, éditions Champ libre, Paris, 1971.
- Préface au livre de Henryk Grossmann, Marx, l'Économie politique classique et le problème de la dynamique, traduit de l'allemand, éditions Champ libre, Paris, 1975.
- Préface au livre d'Otto Rühle, La révolution n'est pas une affaire de parti, Entremonde, Genève, 2010.